# Hexatoma cinerea
Hexatoma cinerea là một loài ruồi trong họ Limoniidae. Chúng phân bố ở miền Tân bắc.